# Васильевка (Дмитровский район)
Васи́льевка — посёлок в Дмитровском районе Орловской области. Входит в состав Соломинского сельского поселения.

## География
Расположен в 11 км к северо-востоку от Дмитровска на юго-восточной окраине соснового бора «Урочище Данилова Дача». Высота над уровнем моря 222 м. Ближайший населённый пункт — посёлок Костобобровка. Между Васильевкой и Костобобровкой расположен пруд на ручье — притоке Неруссы. К юго-востоку от посёлка, за автодорогой «Дмитровск — Кромы», расположены 3 небольших озера: Андовище, Кочковатое и Иваново.

## История
В 1926 году в посёлке было 49 дворов, проживало 247 человек (112 мужского пола и 135 женского), действовала школа 1-й ступени. В то время Васильевка входила в состав Столбищенского сельсовета Лубянской волости Дмитровского уезда. С 1928 года в составе Дмитровского района. В 1937 году в посёлке было 32 двора, действовала школа. Во время Великой Отечественной войны, с октября 1941 года по 8 августа 1943 года, находился в зоне немецко-фашистской оккупации. Бои за освобождение Васильевки велись в мае и августе 1943 года. В послевоенные годы посёлок был передан из Столбищенского сельсовета в Соломинский сельсовет. В 1981 году в посёлке проживало около 60 человек, действовали овцеводческая товарная ферма и скотный двор.

## Население
| 1926 | 1979 | 2002 | 2010 |
| ---- | ---- | ---- | ---- |
| 247  | ↘65  | ↘40  | ↘10  |

## Транспорт
В 0,5 км к югу от посёлка пролегает автодорога Дмитровск — Кромы.